# Dawn of the Dead (singolo)
Dawn of the Dead è un singolo del gruppo musicale britannico Does It Offend You, Yeah?, pubblicato il 24 agosto 2008 come quinto estratto dal primo album in studio You Have No Idea What You're Getting Yourself Into.

## Tracce
CD singolo (Regno Unito)
1. Dawn of the Dead – 3:26
2. Dawn of the Dead (Instrumental) – 3:26

CD singolo (Regno Unito)
1. Dawn of the Dead – 3:26
2. Game Over – 4:18

7" – parte 1 (Regno Unito)
- Lato A

1. Dawn of the Dead – 3:26

- Lato B

1. Dawn of the Dead (Alan Muscle vs. Does It Offend You, Yeah? Remix) – 4:28

7" – parte 2 (Regno Unito)
- Lato A

1. Dawn of the Dead (Hadouken! Remix) – 5:21

- Lato B

1. Tales of the Chameleon – 3:39

Download digitale
1. Dawn of the Dead – 3:29
2. Dawn of the Dead (Hadouken! Remix) – 5:23
3. Dawn of the Dead (Live at Koko) – 4:00
4. Game Over – 4:16
5. Tales of the Chameleon – 3:39

## Formazione
Gruppo
- James Rushent – voce, basso
- Morgan Quaintance – chitarra
- Dan Coop – sintetizzatore
- Rob Bloomfield – batteria

Altri musicisti
- Kyron Akal – steel drum (traccia 4)

## Classifiche
| Classifica (2008) | Posizione massima |
| ----------------- | ----------------- |
| Regno Unito       | 41                |